# IBM Fellow
Um IBM Fellow é uma posição de fellow apontada na IBM pelos diretores executivos da IBM. Tipicamente apenas quatro a nove (onze em 2014) IBM Fellows são apontados a cada ano, em maio ou junho. É a mais significativa honraria que um cientista, engenheiro ou programador da IBM pode atingir.
O programa IBM Fellow foi iniciado em 1962 por Thomas Watson Jr., como uma forma de promover a criatividade entre os profissionais técnicos mais excepcionais da companhia. Os primeiros apontamentos foram feitos em 1963. Os critérios para o apontamento são rigorosos e levam em conta somente as conquistas técnicas mais significantes. Adicionalmente a uma história de conquistas extraordinárias, os candidatos devem também ser considerados ter potencial para realizar contribuições continuadas. Francis E. Hamilton é creditado como o primeiro IBM Fellow, apontado em 1963 por dentre outras razões seu trabalho no desenvolvimento do IBM 650.
Em sua situação de 2015, 267 pessoas da IBM obtiveram a distinção de IBM Fellow, e 95 deles permaneciam ativos empregados da IBM. Os IBM Fellows geraram 9.157 patentes, receberam cinco prêmios Nobel, milhares de citações governamentais e profissionais e tem uma massiva participação em pesquisa publicada em periódicos científicos.

## Lista de IBM Fellows
Em ordem cronológica, situação de 2014, incompleta:
- Francis E. Hamilton (1963)[1]
- Ronald D. Dodge (1963)[1]
- C.R. Doty (1963)[1]
- Clyde J. Fitch (1963)[1]
- Ralph Palmer (1963)
- John Backus (1963)
- Ralph Gomory (1964)
- Robert Henle (1964)
- James A. Weidenhammer (1964)[1]
- Laurence A. Wilson (1964)[1]
- Gene Amdahl (1965)
- S.W. Dunwell (1966)[1]
- Reynold B. Johnson (1966)
- James M. Brownlow (1967)
- George F. Daly (1967)
- Wallace John Eckert (1967)
- Leo Esaki (1967)
- Richard Garwin (1967)
- Jean Ghertman (1967)
- Evon C. Greanias (1967)
- Edward J. Rabenda (1967)
- Nathaniel Rochester (1967)
- Walter Buslik (1968)[1]
- L.R. Harper (1968) [4]
- Peter Sorokin (1968)
- E. Alan Brown (1969)[1]
- H.G. Kolsky (1969)[4]
- Rolf Landauer (1969)
- Enrico Clementi (1969)
- Herman Goldstine (1969)[5]
- Jacob Riseman (1969)*- see Directory
- D. DeWitt (1970)[4]
- Kenneth Iverson (1970)
- Victor R. Witt (1970)[1]
- J. B. Gunn (1971)
- Bill Beausoleil (1972)[6]
- John Cocke (1972)
- Shmuel Winograd (1972)
- Harlan Mills (1973)[7]
- R.G. Brewer (1973)[4]
- Dean Eastman (1974)
- Jack Harker (1974)
- Benoît Mandelbrot (1974)
- A.R. Heller (1975)[4]
- Henri Nussbaumer (1975)
- James Herbert Pomerene (1976)
- Edgar Frank Codd (1976)
- Heinz Zemanek (1976)
- Alec Broers (1977)[8]
- Alan Jerome Hoffman (1978)
- Robert Heath Dennard (1979)
- David Thompson (1980)
- Richard Blahut (1980)
- George Radin (1980) [9]
- Donald Seraphim (1981)[10]
- Edward H. Sussenguth (1981)[10]
- Janusz S. Wilczynski (1981)[10]
- Karl Alexander Müller (1982)
- Richard Chu (1983)
- Alan Fowler (1984)
- Werner Kulcke (1984)
- Denis Mee (1984)
- James P. Gray (1984)
- Allan L. Scherr (1984)
- Gottfried Ungerboeck (1985)
- Hans Pfeiffer (1985)
- Jerry Woodall (1985)
- G. Glenn Henry (1985)
- Dale L. Critchlow (1986)[11]
- Heinrich Rohrer (1986)
- Arvind M. Patel (1986)[12]
- Lubomyr Romankiw (1986)
- Johannes Georg Bednorz (1987)
- Edwin R. Lassettre (1987)
- Paul E. Totta (1987)
- Karl Hermann (1987)
- Gerd Binnig (1987)
- Nick Pippenger (1987)
- Bernard R. Aken, Jr. (1988)
- Michael Hatzakis (1988)
- Petteri Järvinen (1988)
- James L. Walsh (1988)
- Larry Loucks (1989)
- Frances Allen (1989)
- Donald Haderle (1989)
- Russell Lange (1989)
- Michael F. Cowlishaw (1990)
- J. Kent Howard (1990)
- Ellis Lane Johnson (1990)
- Howard L. Kalter (1990)
- Randolph G. Scarborough (1990)
- Marc Auslander (1991)
- Richard Baum (1991)
- Tak Ning (1991)
- Bernard Meyerson (1992)
- Don Eigler (1993)
- Peter Kogge (1993)
- Anthony Temple (1993)
- James T Brady (1994)
- Diane Pozefsky (1994)
- Patricia Selinger (1994)
- Charles Henry Bennett (1995)
- Mark Dean (1995)
- Michael D. Swanson (1995)
- Ching H. Tsang (1995)
- Bijan Davari (1996)
- James Rymarczyk (1996)
- Ted Selker (1996)
- Bruce Lindsay (1996)
- Yutaka Tsukada (1996)
- Ramesh Agarwal (1997)
- Jean Calvignac (1997)
- C. Mohan (1997)
- Cesar A. Gonzales (1998)
- Steven R. Hetzler (1998)
- Tze-Chiang Chen (1999)
- Irene Greif (1999)
- Alex Morrow (1999)
- Stuart S. Parkin (1999)
- Hamid Pirahesh (1999)
- Gururaj S. Rao (1999)
- Nicholas Shelness (1999)
- Carl J. Anderson (2000)
- Josephine M. Cheng (2000)
- H. Kumar Wickramasinghe (2000)
- Ravi K. Arimilli (2001)
- Donald F. Ferguson (2001)
- Jai M. Menon (2001)
- Joan L. Mitchell (2001)
- Arimasa Naitoh (2001)
- Jeffrey M. Nick (2001)
- Ghavam Shahidi (2001)
- Rakesh Agrawal (2002)
- Michael H. Hartung (2002)
- James A. Kahle (2002)
- Maurice J. Perks (2002)
- Anthony A. Storey (2002)
- Grady Booch (2003)
- Donald Chamberlin (2003)
- George M. Galambos (2003)
- Rodney A. Smith (2003)
- Charles F. Webb (2003)
- Phaedon Avouris (2004)[13]
- Curt L. Cotner (2004)[13]
- David L. Harame (2004)[13]
- Audrey A. Helffrich (2004)[13]
- Kevin A. Stoodley (2004)[13]
- Evangelos S. Eleftheriou (2005)
- Larry M. Ernst (2005)
- Ed Kahan (2005)
- Bradley D. McCredie (2005)
- Yun Wang (2005)
- Thomas M. Bradicich (2006)
- John Cohn (2006)
- Jerry Cuomo (2006)
- Daniel C. Edelstein (2006)
- Alan Gara (2006)
- Ray Harishankar (2006)
- Kerrie Holley (2006)
- Carol A. Jones (2006)
- Brenda L. Dietrich (2007)
- David B. Lindquist (2007)
- Martin P. Nally (2007)
- Edward J. Seminaro (2007)
- Mark N. Wegman (2007)
- Chris C. Winter (2007)
- Emmanuel Crabbé (2008)
- Robert H. High Jr. (2008)
- Hiroshi Ito (2008)
- Susan L. Miller-Sylvia (2008)
- David Nahamoo (2008)
- Pratap Pattnaik (2008)
- Thomas L. Seevers (2008)
- Moshe Yanai (2008)
- Harry M. Yudenfriend (2008)
- Chieko Asakawa (2009)
- Nicholas M. Donofrio
- Laura M. Haas (2009)
- Michael A. Kaczmarski (2009)
- Hung Q. Le (2009)
- Roger R. Schmidt (2009)
- Martín-J Sepúlveda (2009)
- Satya P. Sharma (2009)
- Tim J. Vincent (2009)
- James C. Colson (2010)
- Jeffrey A. Frey (2010)
- Alfred Grill (2010)
- Subramanian Iyer (2010)
- Anant D. Jhingran (2010)
- Charles Johnson (engineer) (2010)
- David Ferrucci (2011)
- Renato Recio (2011)
- Bradford Brooks (2011)
- Steven W Hunter (2011)
- Nagui Halim (2011)
- Stefan Pappe (2011)
- Wolfgang Roesner (2011)
- Bob Blainey (2011)
- Luba Cherbakov (2012)[14]
- Paul Coteus (2012)[14]
- Ronald Fagin (2012)[14]
- Vincent Hsu (2012)[14]
- Jeff Jonas (2012)[14]
- Ruchir Puri (2012)[14]
- Balaram Sinharoy (2012)[14]
- Neil Bartlett (2013)[15]
- Jon Casey (2013)[15]
- Monty Denneau (2013)[15]
- Jason McGee (2013)[15]
- John Ponzo (2013)[15]
- Heike Riel (2013)[15]
- Dinesh Verma (2013)[15]
- Chandu Visweswariah (2013)[15]
- Sandy Bird (2014) [16]
- Rhonda Childress (2014) [16]
- Alessandro Curioni (2014) [16]
- Tamar Eilam (2014) [16]
- Mike Haydock (2014) [16]
- Namik Hrle (2014) [16]
- Dharmendra Modha (2014) [16]
- Aleksandra (Saška) Mojsilović (2014) [16]
- Krishna Ratakonda (2014) [16]
- Shivakumar Vaithyanathan (2014) [16]
- Andy Walls (2014) [16]
- Donna Dillenberger (2015) [3]
- Chitra Dorai (2015) [3]
- Michael Factor (2015) [3]
- Steve Fields (2015) [3]
- Mickey Iqbal (2015) [3]
- Bala Rajaraman (2015) [3]
- Berni Schiefer (2015) [3]
- James Sexton (2015) [3]
- Jing Shyr (2015) [3]
- John Smith (2015) [3]
- Mac Devine (2016) [17]
- Blaine Dolph (2016) [17]
- Stacy Joines (2016) [17]
- Shankar Kalyana (2016) [17]
- Adam Kocoloski (2016) [17]
- Bill Kostenko (2016) [17]
- JR Rao (2016) [17]
- Salim Roukos (2016) [17]
- Ajay Royyuru (2016) [17]
- Gosia Steinder (2016) [17]
- Tanveer Syeda-Mahmood (2016) [17]

## Notes
1. 1 2 3 4 5 6 7 8 9 10 11  "There are but a few," IBM Corporation, 1981
2. ↑  650 Chronology, IBM Corporation, consultado em 16 de junho de 2013, Refinement of the concepts and engineering design of the eventual production 650 system were carried out in the early-1950s, principally at IBM's laboratory in Endicott, N.Y., under the direction of Frank E. Hamilton, Ernest S. Hughes, Jr., and James J. Troy, who were the chief inventors.
3. 1 2 3 4 5 6 7 8 9 10 11  2015 IBM Fellows
4. 1 2 3 4 5  David W. Kean, "IBM San Jose A Quarter Century of Innovation" IBM Corp. circa 1977
5. ↑  Herman Heine Goldstine, MacTutor History of Mathematics archive. School of Mathematics and Statistics, University of St Andrews, Scotland.
6. ↑  Richard Goering: “Bill Beausoleil, 1950s Computer Pioneer, Shapes RTL Emulation Technology Today”, Industry Insights Blog, Cadence. November 15, 2012.
7. ↑  ″Harlan D. Mills retires,″ press release, IBM Federal Systems Division. June 23, 1987. (Last page in linked document.)
8. ↑  «Honorary Fellows - 2003 - Professor Sir Alec Broers». Institution of Mechanical Engineers. Consultado em 16 de outubro de 2011
9. ↑  «Computer Pioneers - George Radin». Institute of Electrical and Electronics Engineers. Consultado em 8 de fevereiro de 2014
10. 1 2 3  «IBM Names Three Fellows For Technical Contributions». Computerworld. 25 de maio de 1981. Consultado em 6 de abril de 2013
11. ↑  DRAM - the Team
12. ↑  Short bio in: “Two-level coding for error control in magnetic disk storage products”, IBM Journal of Research and Development, vol. 33, no. 4, pp. 470-484, 1989.
13. 1 2 3 4 5  “Five top innovators named IBM Fellows”, IBM. 2004.
14. 1 2 3 4 5 6 7  2012 IBM Fellows, IBM.
15. 1 2 3 4 5 6 7 8  «IBM Awards Highest Technical Honor to Eight New Fellows as Company Celebrates 50th Anniversary of Program». IBM. 3 de abril de 2013
16. 1 2 3 4 5 6 7 8 9 10 11  2014 IBM Fellows
17. 1 2 3 4 5 6 7 8 9 10 11  2016 IBM Fellows

## References
- The Corporate Technical Recognition Event (CTRE) commemorative book for each year lists the IBM Fellows designated in that year. In 2009, a similar Corporate Technical Recognition (CTR) book was published, but there was no CTRE. The following have been used to verify the names and dates for those years in the list above:
  - IBM CTRE Book, June 5–8, 1984
  - IBM CTRE Book, May 11–14, 1987, Orlando, Florida
  - IBM CTRE Book, May 16–19, 1988
  - IBM CTRE Book, June 4–7, 1990
  - IBM CTRE Book, June 5–8, 1995, San Diego, California
  - IBM CTRE Book, June 9–12, 1998, San Francisco, California
  - IBM CTRE Book, June 8–11, 1999, Naples, Florida
  - IBM CTRE Book, June 5–8, 2000
  - IBM CTRE Book, May 29–June 1, 2001
  - IBM CTRE Book, June 4–7, 2002
  - IBM CTRE Book, June 2–5, 2003
  - IBM CTRE Book, May 25–28, 2004
  - IBM CTRE Book, May 24–27, 2005
  - IBM CTRE Book, May 23–26, 2006
  - IBM CTRE Book, May 14–17, 2007
  - IBM CTRE Book, May 12–15, 2008, Phoenix, Arizona
  - IBM CTR Book, individually distributed, 2009
  - IBM CTR Book, individually distributed, 2010